# Eric Carr
Paul Charles Caravello (12. srpnja 1950. – 24. studenog 1991.), poznatiji kao Eric Carr, je bio američki glazbenik, najpoznatiji kao bubnjar za rock grupu Kiss. Carr je bio izabran nakon što je Peter Criss napustio grupu 1980. Ostao je član dok nije dobio rak srca i umro 1991. godine.